# Чемпіонат Європи з художньої гімнастики 2006
Чемпіонат Європи з художньої гімнастики 2006 пройшов з 18 по 24 вересня в місті Москва, Росія.

## Медалісти
| Дисципліна         | Золото            | Срібло              | Бронза                |
| Особиста першість  | Особиста першість | Особиста першість   | Особиста першість     |
| ------------------ | ----------------- | ------------------- | --------------------- |
| Абсолютна першість | Вєра Сесіна (RUS) | Аліна Кабаєва (RUS) | Ганна Безсонова (UKR) |

## Медалісти (групові вправи), сеньйори
| Дисципліна          | Золото         | Срібло         | Бронза         |
| Групові вправи      | Групові вправи | Групові вправи | Групові вправи |
| ------------------- | -------------- | -------------- | -------------- |
| Групова першість    | Росія          | Італія         | Білорусь       |
| 5 стрічок           | Росія          | Білорусь       | Італія         |
| 3 обручі + 2 булави | Росія          | Італія         | Болгарія       |

## Медалісти (юніори)
| Дисципліна         | Золото                                                                      | Срібло                                     | Бронза                                    |
| Команда            | Команда                                                                     | Команда                                    | Команда                                   |
| ------------------ | --------------------------------------------------------------------------- | ------------------------------------------ | ----------------------------------------- |
| Командна першість  | Росія Єкатеріна Доніч Алєксандра Єрмакова Дар'я Кондакова Наталья Піжучкіна | Білорусь Анастасія Іванькова Марія Юшкевич | Болгарія Біляна Проданова Філіпа Сідерова |
| Особиста першість  |                                                                             |                                            |                                           |
| Вправа з скакалкою | Алєксандра Єрмакова (RUS)                                                   | Анастасія Іванькова (BLR)                  | Філіпа Сідерова (BUL)                     |
| Вправа з обручем   | Єкатеріна Доніч (RUS)                                                       | Філіпа Сідерова (BUL)                      | Валерія Шурхаль (UKR)                     |
| Вправа з стрічкою  | Дар'я Кондакова (RUS)                                                       | Біляна Проданова (BUL)                     | Дар'я Кушнерова (UKR)                     |
| Вправа з булавами  | Наталья Піжучкіна (RUS)                                                     | Марія Юшкевич (BLR)                        | Дар'я Кушнерова (UKR)                     |

## Зовнішні посилання
- FIG official site[недоступне посилання з 01.06.2017]
- Full Results (PDF). Archived from the original on April 21, 2018.
- Longines Timing